# Darwin's Game
Darwin's Game (ダーウィンズゲーム, Dāwinzugēmu, litt. « Le Jeu de Darwin ») est un seinen manga de FLIPFLOPs (duo composé de Shu Miyama pour le scénario et de Yuki Takahata pour le dessin), prépublié dans le magazine Bessatsu Shōnen Champion de l'éditeur Akita Shoten entre décembre 2012 et octobre 2023 et publié en un total de 30 volumes reliés. La version française est éditée par Ki-oon dans la collection « seinen » depuis août 2014.
Une adaptation en une série télévisée d'animation est diffusée au Japon entre le 4 janvier et le 21 mars 2020.

## Synopsis
La vie de Kaname Sudo bascule le jour où un message s'affichant sur son portable l'invite à participer à un jeu. Aussitôt mordu au cou par un serpent virtuel qui surgit de l'écran, il est désormais l'esclave d'une compétition impitoyable, le « Darwin's Game », véritable arène urbaine dans laquelle des participants interconnectés via un réseau social s'affrontent dans des duels à mort.
Très vite, le lycéen doit se rendre à l'évidence : même s'il essaie de se soustraire au jeu, ses adversaires, attirés par l'appât du gain et le frisson du combat, sont prêts à tout pour le retrouver…

## Personnages
Kaname Sudo (須藤 要, Sudō Kaname)
Voix japonaise : Yūsuke Kobayashi,, voix française : Maxime Van Stantfoort
Protagoniste.
Sigil : « La Forge de Hinokagutsuchi » ; Type : psychokinésie ; effet : matérialisation d'objets avec lesquels il est déjà venu en contact et dont il comprend le fonctionnement.
Kaname est un lycéen de 17 ans qui, un jour, se retrouve soudainement impliqué dans un jeu mortel via la mystérieuse application mobile « Darwin's Game ». Il devient rapidement connu parmi les utilisateurs après avoir vaincu 2 adversaires redoutables dès ses 2 premiers combats : Banda-boy dit « Le Chasseur de Noobs » et Shuka dite la « Reine Invincible ». Après avoir vaincu Shuka, ils décident de former une alliance et de se venir en aide en cas de danger dans les duels du « Darwin's Game ».
Il se retrouve par la suite entraîné et téléporté dans une Chasse au trésor impliquant 300 joueurs, dont Shuka, qui consiste à ramasser au moins 3 anneaux éparpillés dans le quartier de Shibuya, tout en s'entretuant et en partant à la recherche d'un trésor. Au cours de cette chasse, il s'allie successivement avec Rain (dite l'Analyste), Ichiro Hiiragi, Ryuji Maesaka et Sui pour s'opposer au clan des Eighth, mené par One. Avec leur aide, il remporte la chasse au trésor après avoir sauvé Ryuji des griffes de One. L'Administrateur du jeu le contacte ensuite pour lui proposer d'exaucer un de ses vœux. Kaname fonde ensuite le clan des « Sunset Ravens », composé de tous les alliés qu'il a rencontré (excepté Ichiro, décédé pendant la chasse au trésor) et s'entraîne pendant un mois au club de boxe Danjô en vue de s'allier avec ce clan. Il est cependant enlevé par Liu Xuelan, numéro 1 du classement japonais du Darwin's Game et tueuse hors pair qui dit vouloir un enfant de Kaname pour avoir un successeur à sa famille d'assassins et à ses techniques. Kaname, à l'aide de son clan, parvient à lui échapper, mais il doit ensuite faire face à l'enlèvement de son ami Yota, enlevé par One en représailles à son humiliation pendant la Chasse au Trésor. À la suite de la mort de Yota, il se résout à exterminer les Eighth grâce au « High Roller », le vœu qu'il a formulé et qui lui permet de prendre tous les points des Eighth. Il prendra possession du quartier de Shibuya, ancienne possession de ces derniers et y interdira les combats.
Shuka Karino (狩野朱歌, Karino Shuka)
Voix japonaise : Reina Ueda,, voix française : Marie Braam
Personnage féminin principal.
Sigil : « La Reine des Épines » ; Type : psychokinésie ; effet : permet de manipuler toutes sortes de chaines, cordes ou câbles.
Shuka est une jeune lycéenne orpheline de 16 ans spontanée et coquette, experte dans le jeu « Darwin's Game ». Elle est surnommée la « Reine Invincible » pour avoir gagné la totalité des 49 duels auxquels elle a participé. Cependant, elle est vaincue par Kaname Sudo (bien qu'il soit un débutant) et décide de former une alliance avec lui afin qu'ils s'assistent mutuellement en cas de danger dans les duels du « Darwin's Game ». Elle se retrouve entraînée dans une Chasse au trésor organisée par le jeu, mais se retrouve séparée de Kaname. Elle se fait piéger par Sota et Sui, mais est secourue par Kaname. Par la suite, elle accompagne Kaname et les autres à la gare de Shibuya pour affronter One. Shuka et Sui parviennent à mettre hors d'état de nuire bon nombre de membres des Eighth. La Chasse au trésor terminée, elle héberge Sui chez elle et se mettent à la recherche d'un bâtiment à acquérir pour en faire le quartier général des « Sunset Ravens ». Lorsqu'elle apprend que Kaname a été enlevé, elle entre dans une colère noire et se lance immédiatement à la poursuite des ravisseurs. Elle tient tête à Liu Xuelan et permet ainsi à Kaname de s'échapper. Lors de la tentative de sauvetage de Yota, elle blesse grièvement One.
Shuka semble être tombée amoureuse de Kaname presque immédiatement après qu'il l'a vaincue. Elle l'embrasse d'ailleurs sur la bouche lorsque Kaname la sauve du piège de Sota et Sui.
Rain Kashiwagi (柏木鈴音, Kashiwagi Rein)
Voix japonaise : Nichika Ōmori (ja),, voix française : Catherine Hanotiau
Sigil : « Laplace » (du nom du mathématicien Pierre-Simon de Laplace) ; Type: sens surdéveloppés ; effet : à l'image du « Démon de Laplace », permet de connaître et de prévoir la position de chaque atome de l'espace ; permet également d'accéder à des connaissances enfouies au plus profond de la mémoire.
Rain, est une collégienne âgée de 13 ans, assez expérimentée dans le jeu « Darwin's Game ». Elle est surnommée « L'Analyste », en raison du grand nombre d'informations dont elle dispose sur le jeu et les joueurs, informations qu'elle achète et vend pour des points. Elle fait équipe avec Kaname quand ils se retrouvent piégés dans un hôtel au cours de la Chasse au trésor. Avec son aide, ils parviennent à déjouer les plans du Fleuriste. Par la suite, elle remarque que les Anneaux du jeu présentent des numéros différents qui conduisent à la gare de Shibuya. Après s'y être rendue, elle est capturée par One, qui lui casse le bras et la menace de la violer, mais est secourue par l'arrivée de Kaname et de ses alliés. Elle aide Kaname à trouver le trésor avant de se rendre à l'hôpital pour s'assurer que la fille d'Ichiro reçoit l'argent de son assurance-vie. Elle assiste, impuissante, à l'enlèvement de Kaname et part à sa poursuite avec les autres « Sunset Ravens ». Elle participe ensuite à la tentative de sauvetage de Yota. Par ailleurs, elle se lie d'amitié avec Suzune Hiiragi, la fille d'Ichiro.
Bien que faisant partie du même clan, Rain et Shuka semblent liées par une solide inimitié.
Banda-Boy (バンダ君, Banda-kun)
Voix japonaise : Fukushi Ochiai (ja),, voix française : Olivier Premel
Sigil : « Furtif » ; Type : ??? ; effet : permet de devenir invisible.
Surnommé le « Chasseur de Noobs », Banda-Boy est un homme déguisé en mascotte du groupe de baseball des Saikyo Pandemics : un panda. Dans le jeu, il s'attaque aux débutants, qui sont des proies faciles et désemparées, pour obtenir des points et de l'argent. Sa vraie identité est Kato (カトウ, Katō), un professeur travaillant à l'école de Kaname. Il meurt après que le temps imparti pour vaincre Kaname s'écoule.
Inukai (イヌカイ)
Sigil : « La vitesse de Skanda » ; Type : ??? ; effet : accélère la vitesse de ses mouvements.
Un adolescent en classe de seconde. Il défie Kaname au « Darwin's Game », avant d'abandonner quand Shuka vient aider Kaname. Il fait partie du clan « Club de Boxe Danjô » et entraîne Kaname pendant un mois après la Chasse au trésor, déclarant qu'il est impressionné par ses capacités. Il est enlevé par la numéro 1 du jeu en même temps que Kaname pour avoir tenté de s'interposer. Lors de la tentative de sauvetage de Yota, l'ami de Kaname, il s'oppose à Keiichi Kamizaki, l'un des membres les plus puissants des Eighth. Il rejoindra finalement les sunsets ravens à la suite d'un combat contre Kaname qu'il perdra. Car à la suite de sa défaite il sera exclu du club de boxe de Danjô.
Ichiro Hiiragi ()
Sigil : nom inconnu ; Type : ??? ; effet : permet d'invoquer et contrôler les plantes, jusqu'à manipuler les corps de personnes avec.
Surnommé « Le Fleuriste », Ichiro est un homme d'une quarantaine d'années qui participe au « Darwin's Game » pour aider sa fille malade avec l'argent gagné. Après avoir été vaincu par Kaname et Rain pendant la Chasse au trésor, il s'allie avec eux pour faire face au « Clan des Eighth » et son leader, One. Alors que Kaname, Shuka, Rain, Ryûji et Sota se rendent à la gare de Shibuya, il reste à l'hôtel pour combattre plusieurs membres des Eighth. Il se débarrasse d'un grand nombre d'entre eux mais est finalement vaincu. Avant de mourir, toutefois, il prend soin de faire s'effondrer l'hôtel sur les membres des Eighth encore vivants.
Ryuji Maesaka (前坂隆二, Maesaka Ryūji) / Ryūji (リュージ)
Voix japonaise : Taku Yashiro (ja),, voix française : Pierre Lognay
Sigil : « Détecteur de mensonges » ; Type : sens surdéveloppés ; effet : détecte quand quelqu'un ment.
Un jeune homme de 21 ans portant un masque de squelette et utilisant une mitrailleuse. Il est sur le point de tuer Kaname pendant la Chasse au trésor, mais le laisse en vie après avoir été dégoûté par l'incapacité de Kaname à lui tirer dessus. Il se fait ensuite manipuler par les plantes d'Ichiro et est forcé de poursuivre Kaname et Rain jusqu'à ce qu'Ichiro soit vaincu. Il s'allie avec Kaname, Rain et Ichiro pour faire face au « Clan des Eighth » et son leader, One, à qui il voue une haine particulière depuis que ce dernier a disséqué le petit frère de Ryuji sous ses yeux. Il accompagne Kaname lorsque ce dernier va secourir Shuka et affronte les jumeaux Sota et Sui, ne devant cependant son salut qu'à la répugnance de Sui à tuer d'autres personnes. Il s'oppose à One lorsqu'il se rend à la gare de Shibuya, mais est cependant vaincu par ce dernier, qui lui tranche la main et menace de le disséquer vivant. Néanmoins, l'intervention de Kaname le sauve et il récupère ensuite sa main grâce au sigil de Kaede. Il assiste, impuissant, à l'enlèvement de Kaname et part à la poursuite des ravisseurs avec les autres « Sunset Ravens ». Il accompagne ensuite Kaname pour secourir son ami Yota, enlevé par One.
Sota (ソータ, Sōta)
Voix japonaise : Yumiri Hanamori (ja),
Sigil : « Le Glacier sans faille de Castor » ; Type : ??? ; effet : permet de geler tout ce qui est mouillé.
Sota est un jeune garçon agressif qui semble vouloir gagner la Chasse aux Trésors à tout prix. Frère jumeau de Sui ; ils semblent partager le même corps. D'après Sui, Sota a été tué par un accident mais son âme a été rappelée par le « Darwin's Game ». Contrairement à sa sœur, il est prêt à tuer pour gagner.
Sui (スイ)
Voix japonaise : Yumiri Hanamori (ja),
Sigil : « La Fontaine éternelle de Pollux » ; effet : permet de contrôler l'eau liquide.
Sui est une jeune fille timide et passive, n'aimant pas se battre. Sœur jumelle de Sota ; ils semblent partager le même corps. Après s'être dans un premier temps opposée à Shuka puis à Ryuji, Sui rejoint l'équipe de Kaname pendant la chasse au trésor. Elle se rend avec Shuka à Shibuya pour affronter le clan des Eighth. Après la victoire de Kaname dans la Chasse aux Trésors, elle habite chez Shuka. Elle part avec les autres « Sunset Ravens » à la poursuite des ravisseurs de Kaname puis participe à la tentative de sauvetage de Yota.
One (王, Wan)
Voix japonaise : Yoshitsugu Matsuoka,, voix française : Nicolas Matthys
Sigil : « Le Roi du Néant » ; Type : psychokinésie ; effet : permet de contrôler l'espace. Ainsi il peut se téléporter et couper tous matériaux très nettement.
One est le leader du « Clan des Eighth ». C'est un homme cruel et impitoyable, qui poursuit l'argent plus que tout. Il semble passablement dérangé, n'hésitant pas à casser le bras de Rain et à la menacer de la violer ainsi qu'à trancher la main de Ryûji et de vouloir le disséquer vivant. Il affirme qu'il boit une boisson issue de la macération des doigts de ses victimes. Il a assassiné le petit frère de Ryuji en le disséquant, ce qui explique la haine que lui voue ce dernier. Au cours de la chasse au trésor, il est humilié par Kaname qui s'empare du trésor sous ses yeux. Par la suite, il envoie les Eighth à sa recherche pour se venger de Kaname et de ses alliés. Il ordonne ensuite l'enlèvement de Yota Shinozuka, l'ami de Kaname, pour attirer ce dernier. Il finit par tuer Yota, ce qui persuade Kaname d'exterminer tous les Eighth. One est ensuite vaincu par Shuka (qui l'ampute d'un bras et des deux jambes) avant d'être éliminé du jeu, son clan ayant été dépouillé de tous ses points par Kaname.
Yukimasa Tagonaka (タゴナカ ユキマサ / 田護中 幸正, Tagonaka Yukimasa)
Sigil : nom inconnu ; Type : ??? ; effet : permet apparemment d'invoquer l'esprit de son chien décédé Taro et de partager ses émotions.
Yukimasa est un sergent de police qui enquête sur l'affaire de « cubatisation » de différents endroits de Kanto. Il se fait entrainer dans le « Darwin's Game » et la Chasse aux Trésors. Il croise Kaname et Shuka lorsque ceux-ci viennent récupérer le bracelet de diamant. Abattu dans un premier temps, il se reprend et décide de mettre fin au Darwin's Game, arrêtant les joueurs sans les tuer. Sa vie pourrait cependant être menacée par un assassin nommé « l'Exécuteur ». Lui et le commissaire Ayanokoji sont les seuls membres de la police à être au courant de l'existence du « Darwin's Game ».
Kaito Ayanokoji (綾小路 海斗, Ayanokōji Kaito)
Sigil : « Le Pacificateur » ; Type : manipulation psychique ; effet : permet d'exercer un contrôle mental ses victimes.
Un commissaire de police. Il est le supérieur de Yukimasa et Sakaki, et est responsable de l'enquête sur l'affaire de « cubatisation ». Il est un joueur du « Darwin's Game », mais ne participe pas à la Chasse aux Trésors. Il guide le sergent Tagonaka lorsque celui-ci rejoint le « Darwin's Game ». Son but est de démasquer l'administrateur du jeu et l'arrêter.
Danjô (ダンジョウ, Danjō)
Sigil : « Le Mur des Rakshasa » ; Type: métamorphose ; effet : rend le corps plus résistant que de l'acier trempé.
De son vrai nom Alexeï Berdenkinov (アレクセイ・ベルジェンニコフ, Arekusei Berujen'nikofu), Danjô est le leader du clan « Club de Boxe Danjô ». Avant de connaître l'existence du « Darwin's Game », Danjô travaillait comme agent de sécurité ou garde du corps pour des mafieux en Russie. Après la victoire de Kaname à la Chasse aux Trésors, il accepte de l'entraîner au combat lui donnant la possibilité de s'allier avec lui s'il est satisfait. Pour le test final, il affronte Kaname. Étant un expert en arts martiaux, il arrive à tenir tête à Kaname pendant plusieurs minutes sans utiliser son Sigil. Il accepte finalement de s'allier aux « Sunset Ravens ».
Kaede (カエデ)
Sigil : « La Grâce de guérison » ; Type: psychokinésie ; effet : permet de soigner toute blessure (y compris une amputation).
Kaede est la compagne de Danjô. Elle soigne Ryuji et lui fait repousser la main, qui fut coupée par One.
Liu Xuelan (劉雪蘭, Ryūshueran)
Sigil : inconnu.
Liu est la numéro 1 du classement du Darwin's Game, une tueuse hors pair qui est devenue maitresse dans les arts martiaux. Sa maitrise est telle qu'elle arrive à produire des hallucinations sur les autres grâce à son aura et son ki sans égal. Elle fait partie d'une famille d'assassins vieille de plus de 2 000 ans. Elle enlève Kaname, puis Inukai qui lui bloquait le chemin, car elle cherche quelqu'un qu'elle respecte avec qui faire un enfant, pour pouvoir préparer sa succession à la tête du clan. Elle est poursuivie par les autres membres des « Sunset Ravens » et entre en combat contre Shuka, en rage contre elle pour avoir enlevé son petit ami. Elle ne parvient pas à semer les Sunset Ravens comme convenu et abandonne la partie. Elle rejoint ensuite elle-même le clan.
Hiroyuki Kyoda (京田 浩之, Kyōda Hiroyuki)
Voix japonaise : Chiaki Kobayashi,
Sigil : Vision de tout être vivant (même invisible) grâce à leur chaleur corporelle.
Camarade de classe de Kaname. Kyoda apparaît dès le premier épisode. Il est celui qui a envoyé le message d'inscription à « Darwin's Game » à Kaname. Il se fait tuer par Banda-Boy.
Dans l'anime, il vient en aide à Kaname pendant son combat contre Banda-Boy. Il se bat avec une arbalète, et son Sigil lui permet de voir la chaleur dans le corps des gens (même invisible). Cela lui donne un avantage contre le Sigil de Banda-Boy. Il est néanmoins mortellement blessé par ce dernier. Il meurt dans le parking où Kaname l'avait amené pour échapper à Banda-Boy.
Kaname le venge dans le manga et dans l'anime en battant Banda-Boy.
Yota Shinozuka (シノヅカ ヨウタ, Shinodzuka Yōta)
Voix japonaise : Fukushi Ochiai (ja),
Sigil : nom inconnu ; Type : psychokinésie ; effet : Permet de déplacer les objets par la pensée.
Camarade de classe de Kaname. Il est enlevé par la bande des Eighth sur ordre de One pour attirer Kaname, et se fait torturer. Dans une dernière tentative de s'échapper, il s'inscrit au Darwin's Game, acquérant un sigil de télékinésie qui ne fait cependant pas le poids face à One, qui le tue en découpant ses membres. Sa mort bouleversera grandement Kaname.
Hideaki Kanehira (金平 英明, Kanehira Hideaki)
Sigil : « Le Fantôme de Marici » ; Type : psychokinésie ;  effet : permet de matérialiser plusieurs copies identiques de lui-même dans un certain rayon.
Directeur du groupe d'assurances Kanehira. Étant le gagnant d'un événement important, l'administrateur a exaucé son souhait de mettre en place un système de contrats d'assurance dans le Darwin's Game. Il annonce à Suzune le décès de son père en lui remettant un chèque, le capital d'assurance vie d'Ichiro. Il mourra ensuite sur l'île du hunting game achevé par un monstre après avoir été blessé par Kaname
Suzune Hiiragi (ヒイラギ 鈴音, Hīragi Suzune)
Sigil : Nom inconnu ; Type : métamorphose ; effet : augmente considérablement ses facultés physique et sensoriel, en plus de modification visible (corne de narval, oreilles, queue et avant-bras comparable a un ceux d'un loup)
La fille de Ichiro Hiiragi, malade du cœur, elle rejette d'abord l'argent de l'assurance vie de son père, avant de se débarrasser de l'argent. Elle se lie d'amitié avec Rain, qui lui apprend l'existence du Darwin's Game. Elle est ensuite invitée a rejoindre le jeu par son docteur qui comptait la tuer et ramasser ses points. Elle réussit à survivre malgré une crise cardiaque durant la confrontation, son cœur étant soigné grâce à son sigil. Son entrainement est ensuite pris en charge par le « Club de Boxe Danjô ».
Keiichi Katsura (カツラ ケーイチ, Katsura Keīchi)
Voix japonaise : Ryūichi Kijima (ja),
Sigil : « Le Poing de la tempête » ; Type : psychokinésie ; effet : permet de générer des champs de forces, et frapper ses ennemis à distances.
Champion de karaté, il tue accidentellement son adversaire pendant la demi-finale du championnat de karaté. Suit à cet accident, il arrête le karaté. One lui dit alors de tuer encore plus de monde pour qu'il si habitue. Il commence alors le Darwin's Game, et rejoint les Eighth. Pendant l'événement à Shibuya, il survit à l'effondrement de l'hôtel causé par le fleuriste (il en perd un œil). Il enlève ensuite Yota, et le ramène à One. Pendant la tentative de sauvetage de Yota, il tue des dizaines de policiers, puis il se bat contre Inukai. Il meurt en même temps que One quand Kaname prend tous les points des Eighth.
Sig, le Djinn du feu (シグ, Sig)
Sigil : « La Fournaise d'Agnie » ; Type : métamorphose ; effet : permet de devenir une torche humaine.
Membre des Eighth, on ne sait pas grand chose de lui. On sait juste qu'il s'appelle Sig. Pendant l'événement à Shibuya, il se bat contre le fleuriste et réussit à le blesser mortellement. Il meurt dans l'effondrement de l'hôtel causé par sa victime.
Long tao (龍 涛)
Sigil : « Le Roi des Abysse » ; Type : psychokinésie ; effet : Permet de manipuler de petits trous situés dans l'espace qui ne sont pas sans rappeler les trous de verre. Il s'en sert souvent pour faire ressortir des balles au plus près de ses adversaires.
Numéro 1 du serveur chinois il pratique le métier de tueur à gage à côté du Darwin's Game. Il vient au Japon pour tenter d'éliminer Kaname qui a tué son protégé One. Bon manipulateur, il est très confiant en ses capacités ce qui lui donne un caractère souvent jovial et détendu.

## Terminologie

### Clans
Les clans sont des sortes de familles ou de tribus. Les joueurs appartenant à un même clan peuvent s'entraider lors des combats ou participer à des batailles de clans.
Il n'y a aucune condition requise pour entrer dans un clan, mais il faut être au moins de niveau B2 pour en fonder un. Les chefs de clan bénéficient de privilèges spéciaux.

#### Les Sunset Ravens
Les Sunset Ravens occupent le secteur de Shibuya qu'ils ont récupéré après avoir anéanti les Eighth (T8) et il est constitué de : Kaname Sudo, Shuka Karino, Rain Kashiwagi, Ryuji Maesaka, Sui (et son frère Sota), Liu Xuelan ainsi que son majordome Shiming (rejoint à la fin du T10), Kimihiko Hoji (rejoint au T13) et Oboro (rejoint au T22)

#### Les Eighth
Les Eighth occupaient  le secteur de Shibuya avant d'être anéantis par les Sunset Ravens.

### Sigils
Un sigil est une amélioration, une évolution obtenue par chaque joueur lors de son inscription au Darwin's Game, plus précisément à l'instant où le serpent le mord. Une fois mordu, le joueur est censé instinctivement savoir se servir de son sigil, qui devient pour lui comme une capacité innée. Le nom du sigil peut être trouvé sur le profil du joueur qui le possède.

## Manga
Darwin's Game, scénarisé par Shu Miyama et dessiné par Yuki Takahata, formants le duo FLIPFLOPs), est prépublié dans le magazine Bessatsu Shōnen Champion de l'éditeur Akita Shoten entre le 12 décembre 2012 et le 12 octobre 2023 et publié en volumes reliés depuis juin 2013.
La version française est éditée par Ki-oon dans la collection « seinen » avec un premier volume sorti le 28 août 2014.

### Liste des volumes
| no | Japonais         | Japonais          | Français         | Français          |
| no | Date de sortie   | ISBN              | Date de sortie   | ISBN              |
| -- | ---------------- | ----------------- | ---------------- | ----------------- |
| 1  | 7 juin 2013      | 978-4-253-22188-7 | 28 août 2014     | 978-2-35592-715-7 |
| 2  | 8 octobre 2013   | 978-4-253-22189-4 | 13 novembre 2014 | 978-2-35592-741-6 |
| 3  | 7 février 2014   | 978-4-253-22190-0 | 8 janvier 2015   | 978-2-35592-768-3 |
| 4  | 8 juillet 2014   | 978-4-253-22191-7 | 12 mars 2015     | 978-2-35592-800-0 |
| 5  | 7 novembre 2014  | 978-4-253-22192-4 | 7 mai 2015       | 978-2-35592-836-9 |
| 6  | 6 mars 2015      | 978-4-253-22193-1 | 2 juillet 2015   | 978-2-35592-843-7 |
| 7  | 7 août 2015      | 978-4-253-22194-8 | 8 octobre 2015   | 978-2-35592-878-9 |
| 8  | 8 décembre 2015  | 978-4-253-22195-5 | 10 mars 2016     | 978-2-35592-925-0 |
| 9  | 6 mai 2016       | 978-4-253-22196-2 | 13 octobre 2016  | 978-2-35592-997-7 |
| 10 | 7 octobre 2016   | 978-4-253-22197-9 | 26 janvier 2017  | 979-10-327-0065-5 |
| 11 | 6 janvier 2017   | 978-4-253-22198-6 | 8 juin 2017      | 979-10-327-0087-7 |
| 12 | 8 mai 2017       | 978-4-253-22199-3 | 12 octobre 2017  | 979-10-327-0180-5 |
| 13 | 6 octobre 2017   | 978-4-253-22200-6 | 11 janvier 2018  | 979-10-327-0224-6 |
| 14 | 8 mars 2018      | 978-4-253-22207-5 | 7 juin 2018      | 979-10-327-0266-6 |
| 15 | 8 août 2018      | 978-4-253-22212-9 | 6 décembre 2018  | 979-10-327-0320-5 |
| 16 | 8 novembre 2018  | 978-4-253-22215-0 | 6 juin 2019      | 979-10-327-0420-2 |
| 17 | 8 mars 2019      | 978-4-253-22217-4 | 3 octobre 2019   | 979-10-327-0515-5 |
| 18 | 8 juillet 2019   | 978-4-253-22218-1 | 5 décembre 2019  | 979-10-327-0543-8 |
| 19 | 6 décembre 2019  | 978-4-253-22219-8 | 7 mai 2020       | 979-10-327-0628-2 |
| 20 | 6 mars 2020      | 978-4-253-22220-4 | 2 juillet 2020   | 979-10-327-0645-9 |
| 21 | 6 août 2020      | 978-4-253-22227-3 | 3 décembre 2020  | 979-10-327-0685-5 |
| 22 | 8 décembre 2020  | 978-4-253-22230-3 | 6 mai 2021       | 979-10-327-0798-2 |
| 23 | 7 mai 2021       | 978-4-253-22318-8 | 21 octobre 2021  | 979-10-327-1017-3 |
| 24 | 8 septembre 2021 | 978-4-253-22319-5 | 5 mai 2022       | 979-10-327-1134-7 |
| 25 | 7 janvier 2022   | 978-4-253-22320-1 | 5 janvier 2023   | 979-10-327-1284-9 |
| 26 | 8 juin 2022      | 978-4-253-28211-6 | 4 mai 2023       | 979-10-327-1316-7 |
| 27 | 8 décembre 2022  | 978-4-253-28212-3 | 2 novembre 2023  | 979-10-327-1382-2 |
| 28 | 8 juin 2023      | 978-4-253-28213-0 | 7 mars 2024      | 979-10-327-1595-6 |
| 29 | 7 septembre 2023 | 978-4-253-28214-7 | 4 juillet 2024   | 979-10-327-1597-0 |
| 30 | 5 janvier 2024   | 978-4-253-28215-4 | 2 janvier 2025   | 979-10-327-1931-2 |

## Anime
Le numéro de novembre 2018 du Bessatsu Shōnen Champion, publié le 12 octobre, annonce que le prochain numéro comportera une « grosse annonce » pour la série. C'est avec le 16e volume du manga, sorti le 8 novembre, qu'il a été révélé qu'une adaptation de la série en une série télévisée d'animation est en cours de production, un site officiel dédié est ouvert pour l'occasion. Shū Miyama, le scénariste du manga, s'occupe du script de chaque épisode,. Il est plus tard annoncé qu'elle est réalisée par Yoshinobu Tokumoto au sein du studio d'animation Nexus avec le character designer Kazuya Nakanishi adaptant les designs originaux de Yuki Takahata et la bande originale est composée par Kenichiro Suehiro,. Elle est diffusée pour la première fois au Japon entre le 4 janvier et le 21 mars 2020 sur Tokyo MX, GTV, GYT, BS11, AT-X, et un peu plus tard sur ytv et TVA,. La série est composée de 11 épisodes répartis dans quatre coffrets Blu-ray/DVD. L'épisode pilote dure 48 minutes et a été projeté en avant-première dans la nuit du 24 décembre 2019. Wakanim détient les droits de diffusion en simulcast de la série dans les pays francophones.
La chanson de l'opening de la série, intitulée CHAIN, est interprétée par ASCA, tandis que celle de l'ending, intitulée Alive, est interprétée par Mashiro Ayano (ja),.

### Liste des épisodes
| No                                                         | Titre français                 | Titre japonais | Titre japonais              | Date de 1re diffusion |
| No                                                         | Titre français                 | Kanji          | Rōmaji                      | Date de 1re diffusion |
| ---------------------------------------------------------- | ------------------------------ | -------------- | --------------------------- | --------------------- |
| 1                                                          | First Game - Premier combat    | 初陣           | Uijin (Fāsuto Gēmu)         | 4 janvier 2020        |
| 2                                                          | Gemstone Mine - Shibuya        | 渋谷           | Shibuya (Jemusutōn Main)    | 11 janvier 2020       |
| 3                                                          | Ignition - Amorce              | 引き金         | Hikigane (Igunisshon)       | 18 janvier 2020       |
| 4                                                          | Fireworks - Feux d'artifice    | 花火           | Hanabi (Faiāwākusu)         | 25 janvier 2020       |
| 4.5                                                        | Logline - Mémoire              | 記憶           | Kioku (Rogurain)            | 1er février 2020      |
| Un épisode récapitulatif résumant les 4 premiers épisodes. |                                |                |                             |                       |
| 5                                                          | Aquarium - Grand bassin        | 水葬           | Suisō (Akuariumu)           | 8 février 2020        |
| 6                                                          | Hardness - Indestructible      | 金剛           | Kongō (Hādonesu)            | 15 février 2020       |
| 7                                                          | Eighth - Broyage               | 圧砕           | Assai (Eisu)                | 22 février 2020       |
| 8                                                          | Fragile - Accalmie             | 平穏           | Heion (Furajairu)           | 29 février 2020       |
| 9                                                          | Heads-up - Duel                | 決闘           | Kettō (ヘッズアップ)        | 7 mars 2020           |
| 10                                                         | Old One - Ancien monarque      | 旧王           | Kyū ō (Ōrudo Wan)           | 14 mars 2020          |
| 11                                                         | Sunset Ravens - Frères de sang | 血盟           | Ketsumei (Sansetto Rēbenzu) | 21 mars 2020          |

## Réception
Pour Jean-Philippe Lefèvre, le manga est « d'une modernité redoutable » : « le graphisme, très précis, sert un scénario haletant. Ainsi pas le temps de souffler entre les combats, spectaculaires, et les enquêtes de la police, passionnantes ».

### Annotations
1. 1 2 3 4  La série est programmée pour la nuit du 3 janvier 2020 à 24 h, soit le 4 janvier à 0 h JST.

### Sources
1. 1 2 3 4 5 6 7 8 9 10 11 12  (ja) « STAFF & CAST », sur Site officiel (consulté le 29 octobre 2019).
2. 1 2  (en) Rafael Antonio Pineda, « Darwin's Game TV Anime Reveals Main Cast, January Premiere : Yūsuke Kobayashi, Reina Ueda voice Kaname, Shuka », sur Anime News Network, 11 octobre 2019 (consulté le 11 octobre 2019).
3. 1 2 3 4 5 6  (en) « Darwin's Game (TV) », sur Anime News Network (consulté le 18 janvier 2020).
4. 1 2 3 4  (ja) « アニメ「ダーウィンズゲーム」第1弾PV解禁、スタッフ＆追加キャストも公開 », sur Comic Natalie,‎ 29 octobre 2019 (consulté le 29 octobre 2019).
5. 1 2 3 4 5  (en) Jennifer Sherman, « Darwin's Game Anime Casts Yūya Hirose, Chiaki Kobayashi, Fukushi Ochiai : Eiji Takemoto, Yoshitsugu Matsuoka, Ryūichi Kijima also join cast », sur Anime News Network, 23 décembre 2019 (consulté le 13 janvier 2020).
6. ↑  Ghis, « Critique manga : Darwin's Game vol. 1 »(Archive.org • Wikiwix • Archive.is • Google • Que faire ?), sur zero-yen-media.fr, 7 juillet 2014 (consulté le 29 janvier 2015).
7. ↑  (ja) « 別冊少年チャンピオン 2013年1月号 », sur akitashoten.co.jp (consulté le 29 novembre 2014).
8. ↑  « Darwin's Game Manga Gets Epilogue Chapter in November », sur Anime News Network, 13 octobre 2023 (consulté le 14 octobre 2023).
9. ↑  (en) Rafael Antonio Pineda, « Darwin's Game Manga Will Have 'Super Important Announcement' on November 12 », sur Anime News Network, 12 octobre 2012 (consulté le 8 novembre 2018).
10. ↑  (en) Jennifer Sherman, « Darwin's Game Manga Gets TV Anime : Story centers on app game with life-or-death stakes », sur Anime News Network, 7 novembre 2018 (consulté le 8 novembre 2018).
11. ↑  (en) Jennifer Sherman, « FLIPFLOPs Member Shū Miyama Writes Every Darwin's Game Anime Episode : Series starring Yūsuke Kobayashi, Reina Ueda premieres in January », sur Anime News Network, 11 octobre 2019 (consulté le 11 octobre 2019).
12. ↑  (ja) « アニメ「ダーウィンズゲーム」来年1月放送！カナメ役に小林裕介、シュカ役に上田麗奈 », sur Comic Natalie,‎ 12 octobre 2019 (consulté le 11 octobre 2019).
13. ↑  (en) Jennifer Sherman, « Darwin's Game Anime Reveals Video, Additional Cast, Staff : Nichika Omori, Taku Yashiro, Yumiri Hanamori join cast », sur Anime News Network, 29 octobre 2019 (consulté le 29 octobre 2019).
14. 1 2  (en) Jennifer Sherman, « Darwin's Game Anime Premieres With 1-Hour Special on January 3 : ASCA performs opening theme song "CHAIN" », sur Anime News Network, 25 novembre 2019 (consulté le 25 novembre 2019).
15. ↑  (ja) « ON AIR », sur Site officiel (consulté le 29 octobre 2019).
16. ↑  (en) Crystalyn Hodgkins, « Darwin's Game Anime Listed With 11 Episodes », sur Anime News Network, 3 janvier 2020 (consulté le 13 janvier 2020).
17. ↑  (ja) « アニメ「ダーウィンズゲーム」第1話は1時間放送、12月24日に最速上映会も », sur Comic Natalie,‎ 25 novembre 2019 (consulté le 25 novembre 2019).
18. ↑  « L'anime Darwin's Game en simulcast sur Wakanim », sur manga-news.com, 14 décembre 2019 (consulté le 14 décembre 2019).
19. ↑  (en) Crystalyn Hodgkins, « Mashiro Ayano Performs Ending Theme for Darwin's Game Anime : Series premieres in January », sur Anime News Network, 18 novembre 2019 (consulté le 18 novembre 2019).
20. ↑  Jean-Philippe Lefèvre, « Darwin's Game : un cauchemar urbain d'une modernité redoutable », sur metronews.fr, 17 octobre 2014 (consulté le 29 janvier 2015).

### Édition japonaise
Akita Shoten
1. 1 2 3  (ja) « Tome 2 », sur Akita Shoten.
2. 1 2  (ja) « Tome 1 », sur Akita Shoten.
3. 1 2  (ja) « Tome 3 », sur Akita Shoten.
4. 1 2  (ja) « Tome 4 », sur Akita Shoten.
5. 1 2  (ja) « Tome 5 », sur Akita Shoten.
6. 1 2  (ja) « Tome 6 », sur Akita Shoten.
7. 1 2  (ja) « Tome 7 », sur Akita Shoten.
8. 1 2  (ja) « Tome 8 », sur Akita Shoten.
9. 1 2  (ja) « Tome 9 », sur Akita Shoten.
10. 1 2  (ja) « Tome 10 », sur Akita Shoten.
11. 1 2  (ja) « Tome 11 », sur Akita Shoten.
12. 1 2  (ja) « Tome 12 », sur Akita Shoten.
13. 1 2  (ja) « Tome 13 », sur Akita Shoten.
14. 1 2  (ja) « Tome 14 », sur Akita Shoten.
15. 1 2  (ja) « Tome 15 », sur Akita Shoten.
16. 1 2  (ja) « Tome 16 », sur Akita Shoten.
17. 1 2  (ja) « Tome 17 », sur Akita Shoten.
18. 1 2  (ja) « Tome 18 », sur Akita Shoten.
19. 1 2  (ja) « Tome 19 », sur Akita Shoten.
20. 1 2  (ja) « Tome 20 », sur Akita Shoten.
21. 1 2  (ja) « Tome 21 », sur Akita Shoten.
22. 1 2  (ja) « Tome 22 », sur Akita Shoten.
23. 1 2  (ja) « Tome 23 », sur Akita Shoten.
24. 1 2  (ja) « Tome 24 », sur Akita Shoten.
25. 1 2  (ja) « Tome 25 », sur Akita Shoten.
26. 1 2  (ja) « Tome 26 », sur Akita Shoten.
27. 1 2  (ja) « Tome 27 », sur Akita Shoten.
28. 1 2  (ja) « Tome 28 », sur Akita Shoten.
29. 1 2  (ja) « Tome 29 », sur Akita Shoten.
30. 1 2  (ja) « Tome 30 », sur Akita Shoten.

### Édition française
Ki-oon
1. 1 2 3  (fr) « Tome 1 », sur Ki-oon.
2. 1 2  (fr) « Tome 2 », sur Ki-oon.
3. 1 2  (fr) « Tome 3 », sur Ki-oon.
4. 1 2  (fr) « Tome 4 », sur Ki-oon.
5. 1 2  (fr) « Tome 5 », sur Ki-oon.
6. 1 2  (fr) « Tome 6 », sur Ki-oon.
7. 1 2  (fr) « Tome 7 », sur Ki-oon.
8. 1 2  (fr) « Tome 8 », sur Ki-oon.
9. 1 2  (fr) « Tome 9 », sur Ki-oon.
10. 1 2  (fr) « Tome 10 », sur Ki-oon.
11. 1 2  (fr) « Tome 11 », sur Ki-oon.
12. 1 2  (fr) « Tome 12 », sur Ki-oon.
13. 1 2  (fr) « Tome 13 », sur Ki-oon.
14. 1 2  (fr) « Tome 14 », sur Ki-oon.
15. 1 2  (fr) « Tome 15 », sur Ki-oon.
16. 1 2  (fr) « Tome 16 », sur Ki-oon.
17. 1 2  (fr) « Tome 17 », sur Ki-oon.
18. 1 2  (fr) « Tome 18 », sur Ki-oon.
19. 1 2  (fr) « Tome 19 », sur Ki-oon.
20. 1 2  (fr) « Tome 20 », sur Ki-oon.
21. 1 2  (fr) « Tome 21 », sur Ki-oon.
22. 1 2  (fr) « Tome 22 », sur Ki-oon.
23. 1 2  (fr) « Tome 23 », sur Ki-oon.
24. 1 2  (fr) « Tome 24 », sur Ki-oon.
25. 1 2  (fr) « Tome 25 », sur Ki-oon.
26. 1 2  (fr) « Tome 26 », sur Ki-oon.
27. 1 2  (fr) « Tome 27 », sur Ki-oon.
28. 1 2  (fr) « Tome 28 », sur Ki-oon.
29. 1 2  (fr) « Tome 29 », sur Ki-oon.
30. 1 2  (fr) « Tome 30 », sur Ki-oon.